# Carlos Fernando Borja
Carlos Fernando Borja (Cochabamba, 25 dicembre 1956) è un politico ed ex calciatore boliviano, di ruolo centrocampista. Dopo il suo ritiro dal mondo del calcio è diventato un politico in ambito sportivo.

## Caratteristiche tecniche
Giocava come centrocampista.

## Carriera

### Club
Borja ha giocato per tutta la sua carriera per una sola squadra, il Bolívar, vincendo undici campionati e giocando 530 partite segnando 129 reti: ciò lo rende il terzo miglior marcatore nella storia del club. Conta 87 presenze e 11 reti in Copa Libertadores.

### Nazionale
Totalizzò 88 presenze e un gol nel corso della sua carriera internazionale, svoltasi dal 1979 al 1995.

## Palmarès

### Club

#### Competizioni nazionali
- Campionato boliviano: 11

Bolívar: 1978, 1982, 1983, 1985, 1987, 1988, 1991, 1992, 1994, 1996, 1997